# IC 56
IC 56 ist eine lichtschwache Balken-Spiralgalaxie vom Hubble-Typ SBcd im Sternbild Walfisch südlich der Ekliptik. Sie ist etwa 274 Millionen Lichtjahre von der Milchstraße entfernt und hat einen Durchmesser von etwa 55.000 Lichtjahren.
In optischer Nähe befindet sich die Galaxie PGC 3035, die aufgrund ähnlichen Aussehens auch IC-56A genannt wird. Aber weder ist sie ein IC-Objekt, noch haben die beiden Spiralen irgendwelche Verbindungen.

Im selben Himmelsareal befinden sich u. a. die Galaxien NGC 283, NGC 284, NGC 285, NGC 286.
Das Objekt wurde am  2. November 1891 vom französischen Astronomen Stéphane Javelle entdeckt.